# Меженино (Тверская область)
Меженино — деревня в Конаковском районе Тверской области. Входит в состав Городенского сельского поселения.

## География
Находится в юго-восточной части Тверской области на расстоянии приблизительно 7 км на северо-запад от поселка Редкино.

## История
Известна была с 1627—1628 годов как пустошь. В 1859 году учтено 23 двора, в 1900 — 30. В период коллективизации здесь был создан колхоз «Победа».

## Население
Численность населения: 157 человек (1859 год), 181 (1900), 20 (русские 100 %)в 2002 году, 32 в 2010.